# Serralongue
Serralongue (katalanisch Serrallonga) ist eine französische Gemeinde mit 243 Einwohnern (Stand 1. Januar 2022) im Département Pyrénées-Orientales in der Region Okzitanien. Sie gehört zum Arrondissement Céret und zum Kanton Le Canigou.

## Nachbargemeinden
Nachbargemeinden von Serralongue sind Le Tech im Norden, Saint-Laurent-de-Cerdans im Osten, Coustouges im Südosten, Albanyà (Spanien) im Süden, Lamanère im Südwesten und Prats-de-Mollo-la-Preste im Westen.

## Bevölkerungsentwicklung
| Jahr      | 1962 | 1968 | 1975 | 1982 | 1990 | 1999 | 2013 |
| Einwohner | 316  | 244  | 206  | 205  | 210  | 238  | 225  |

## Sehenswürdigkeiten
- Kirche Sainte-Marie (11./12. Jahrhundert)
- Conjurador
- Tours des Cabrenç (11./13. Jahrhundert)
- Kirche Saint-Michel in Cabrenys (12. Jahrhundert)
- Kapelle Saint-Antoine-de-Padoue (1750)
- Kapelle Saint-Michel del Faig (1746)

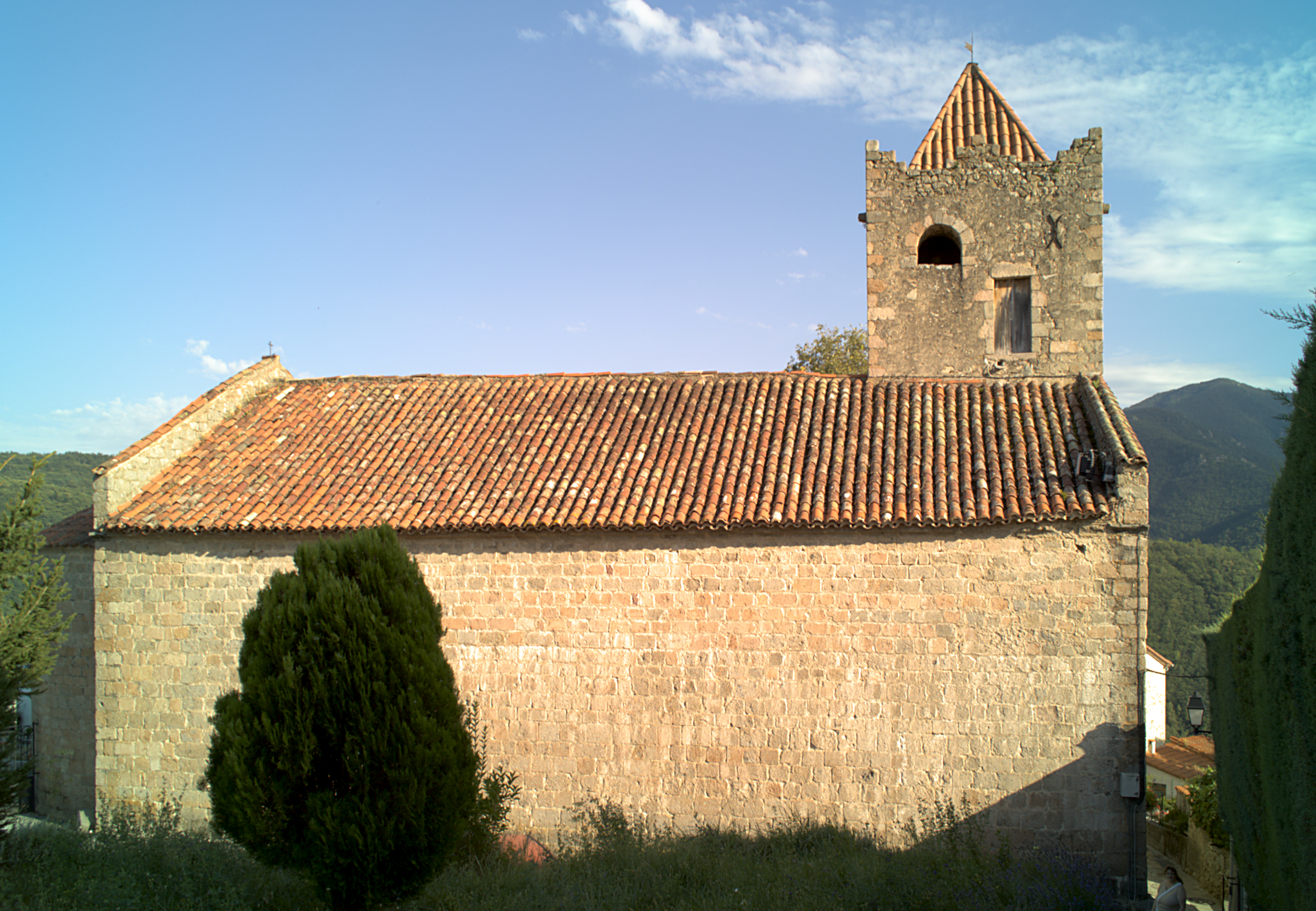
Kirche Sainte-Marie
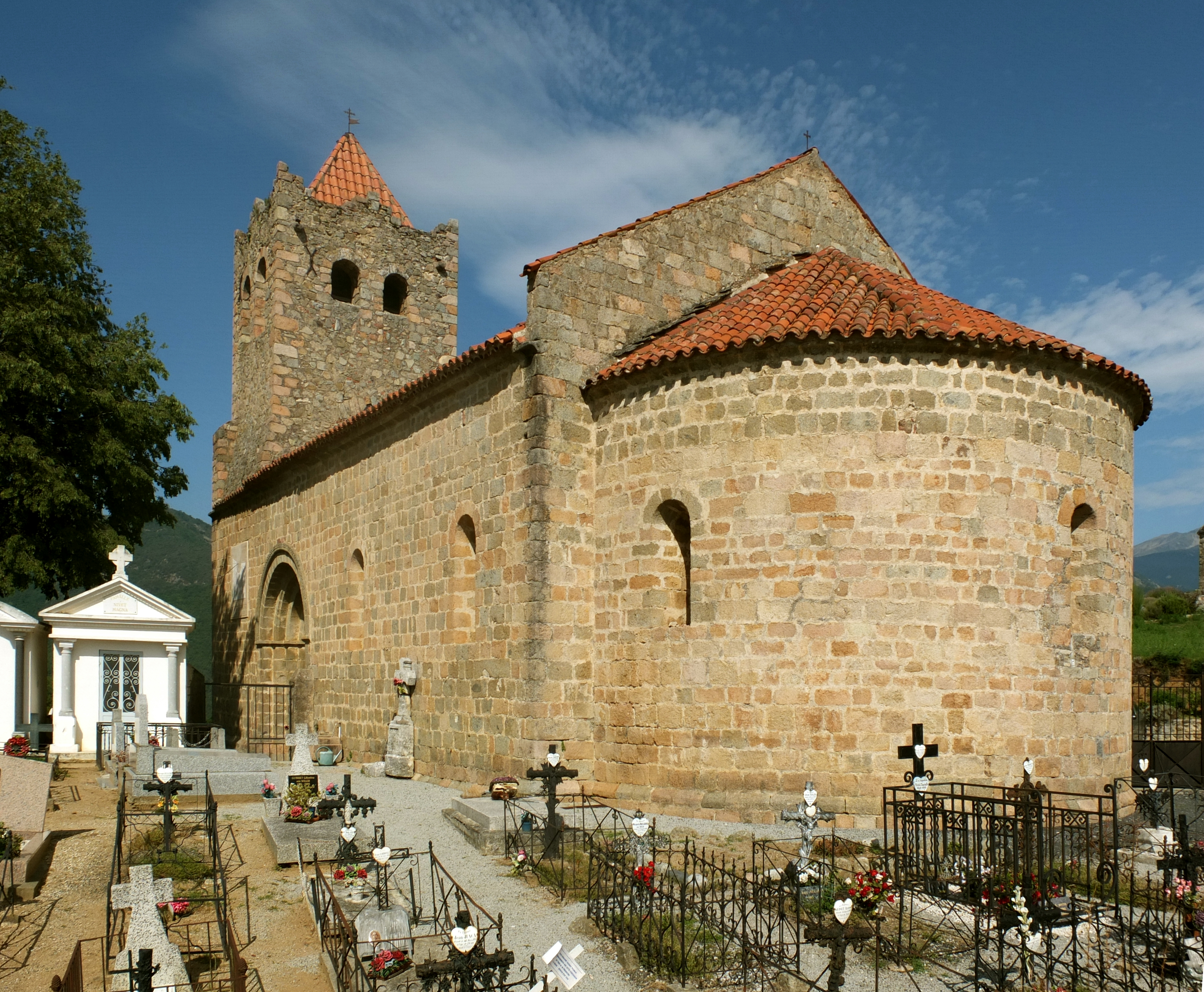
Ansicht von Osten
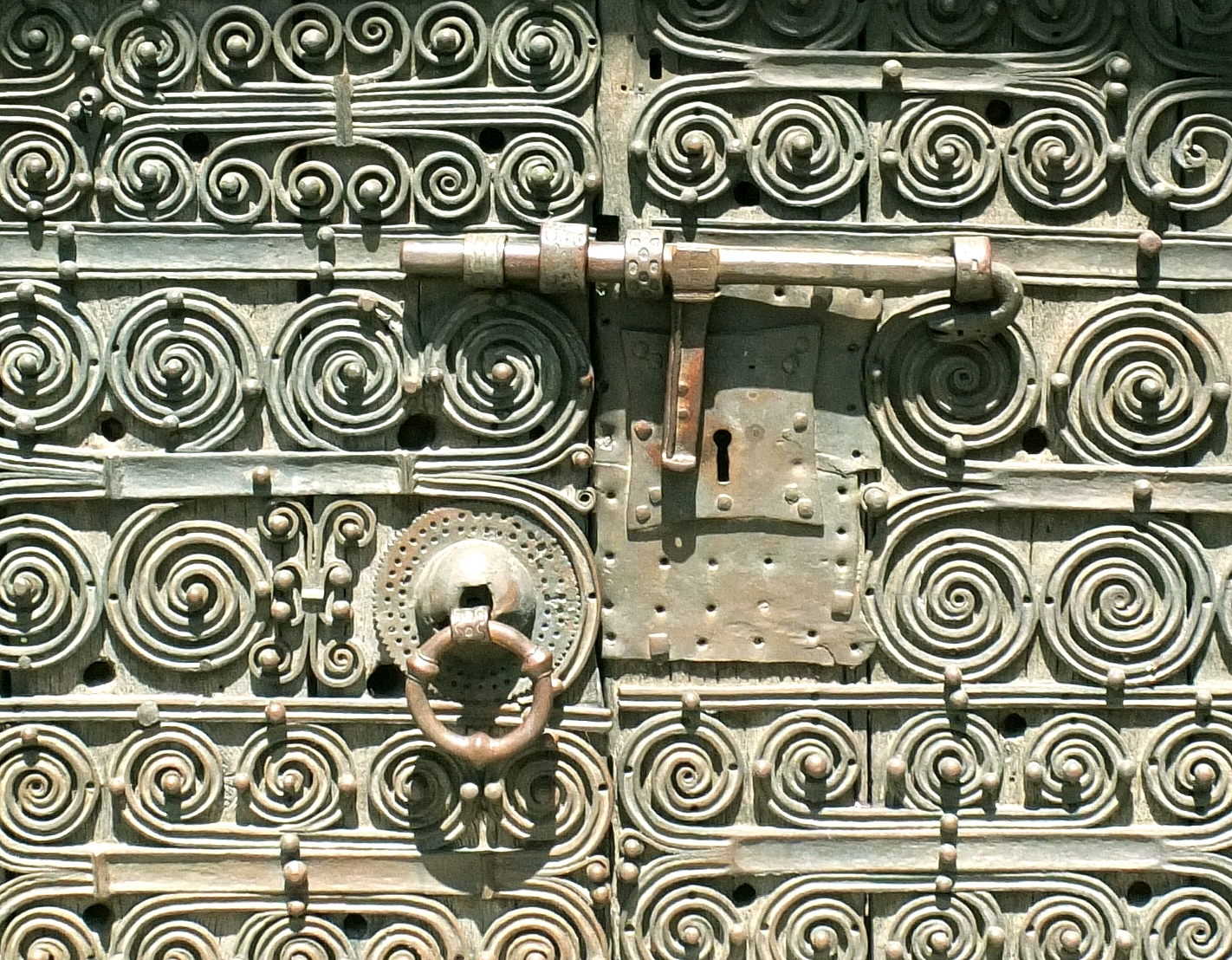
Schloss des Hauptportals
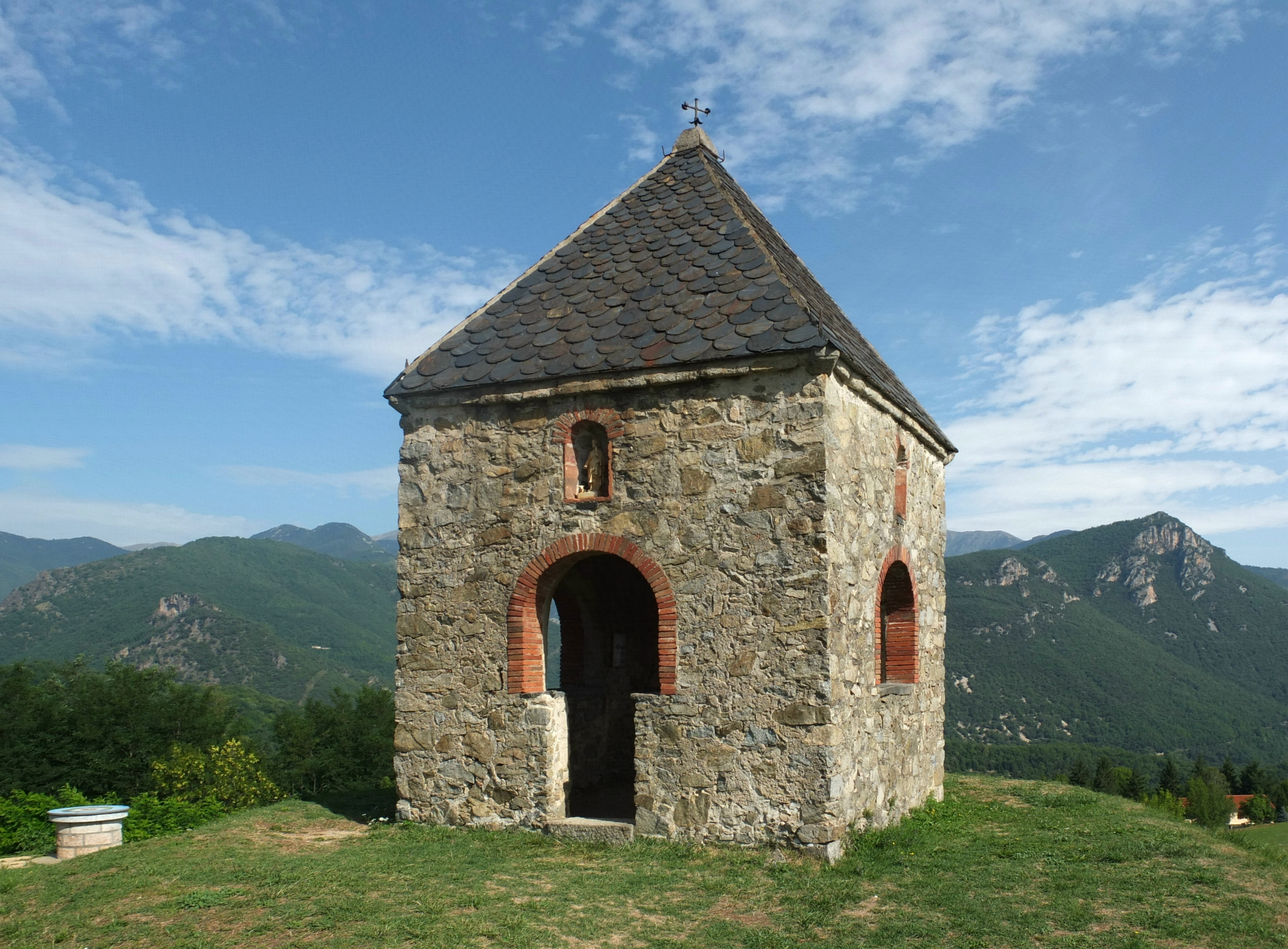
Der Conjurador
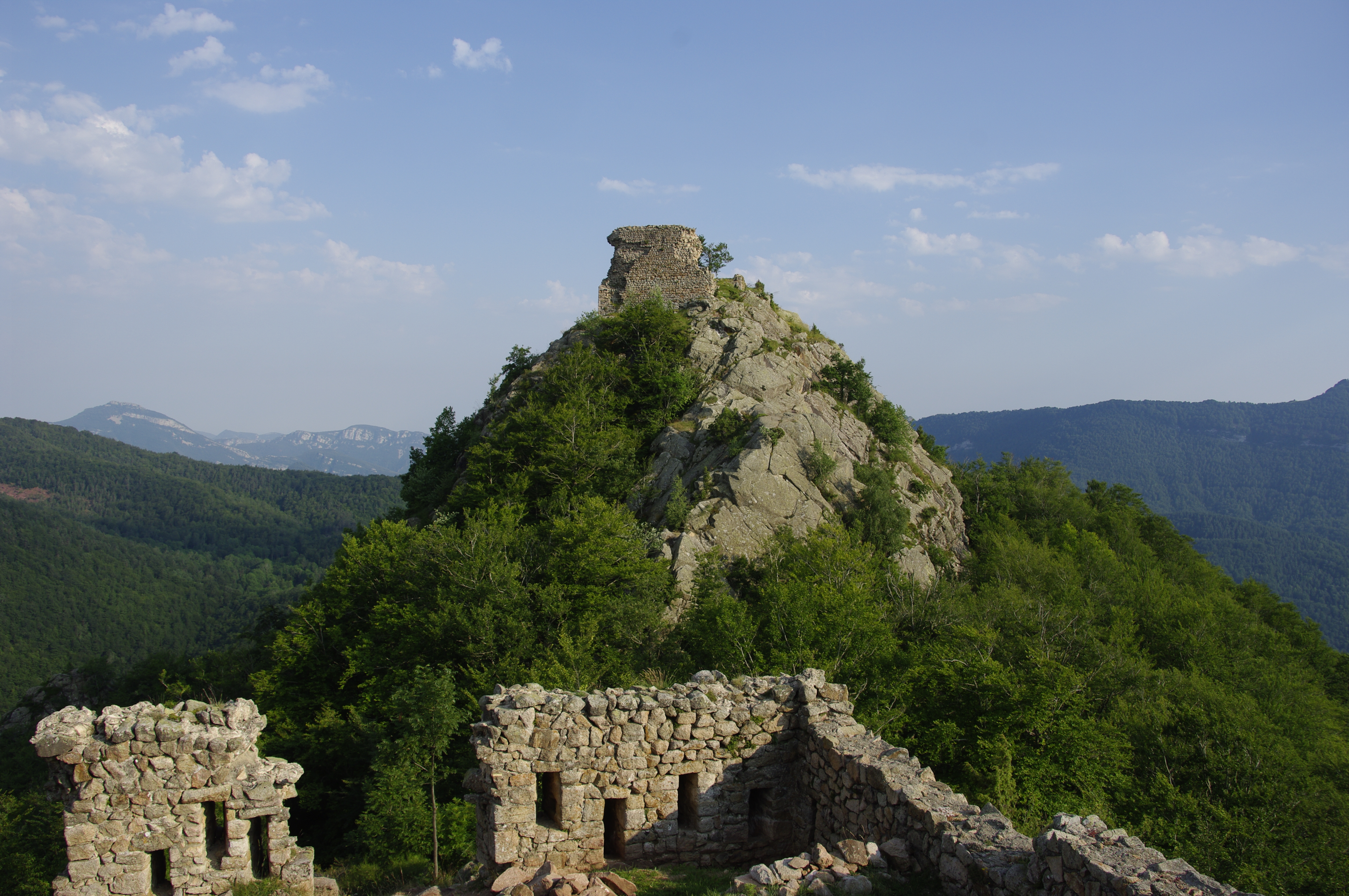
Einer der Tours de Cabrenç
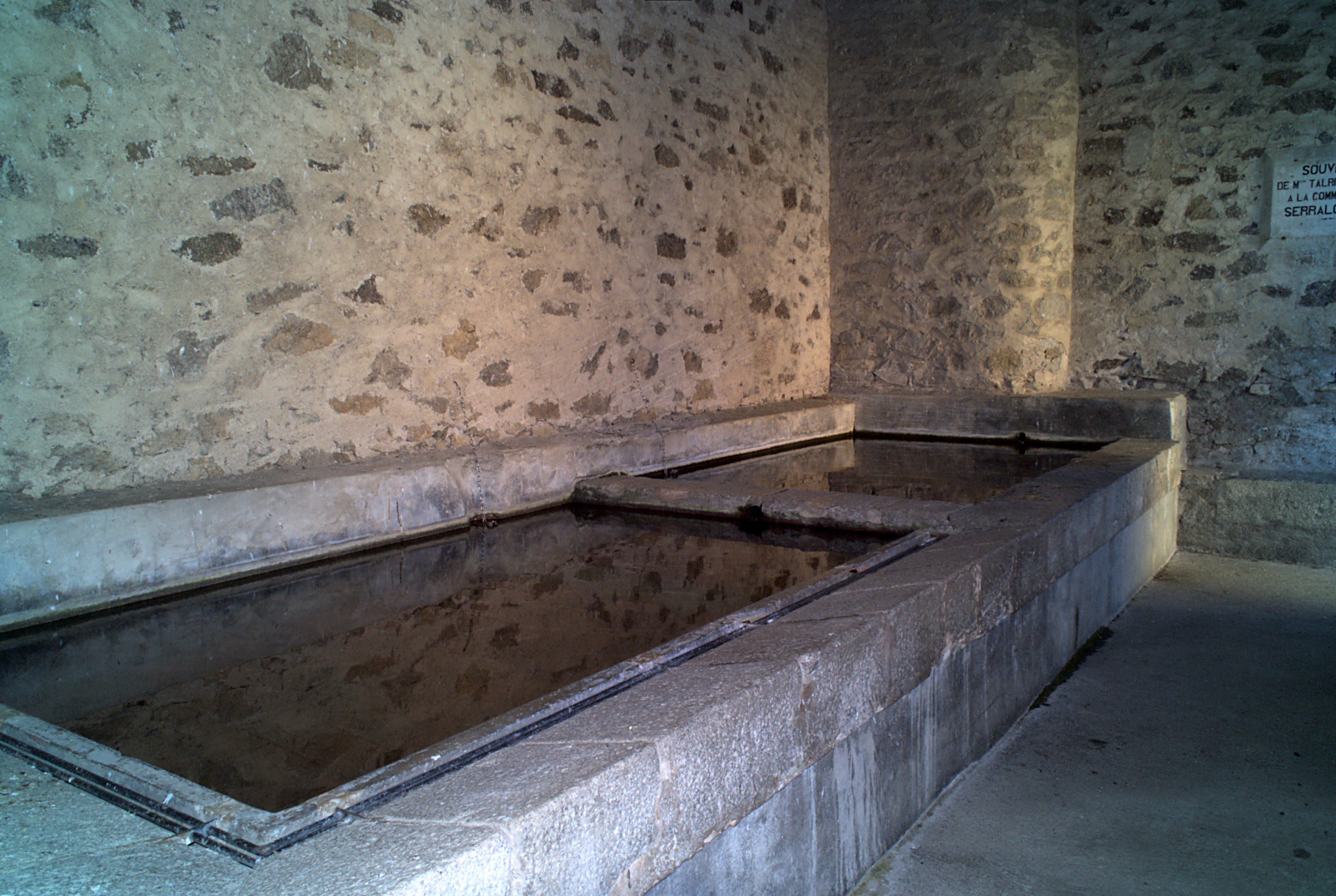
Das Waschhaus
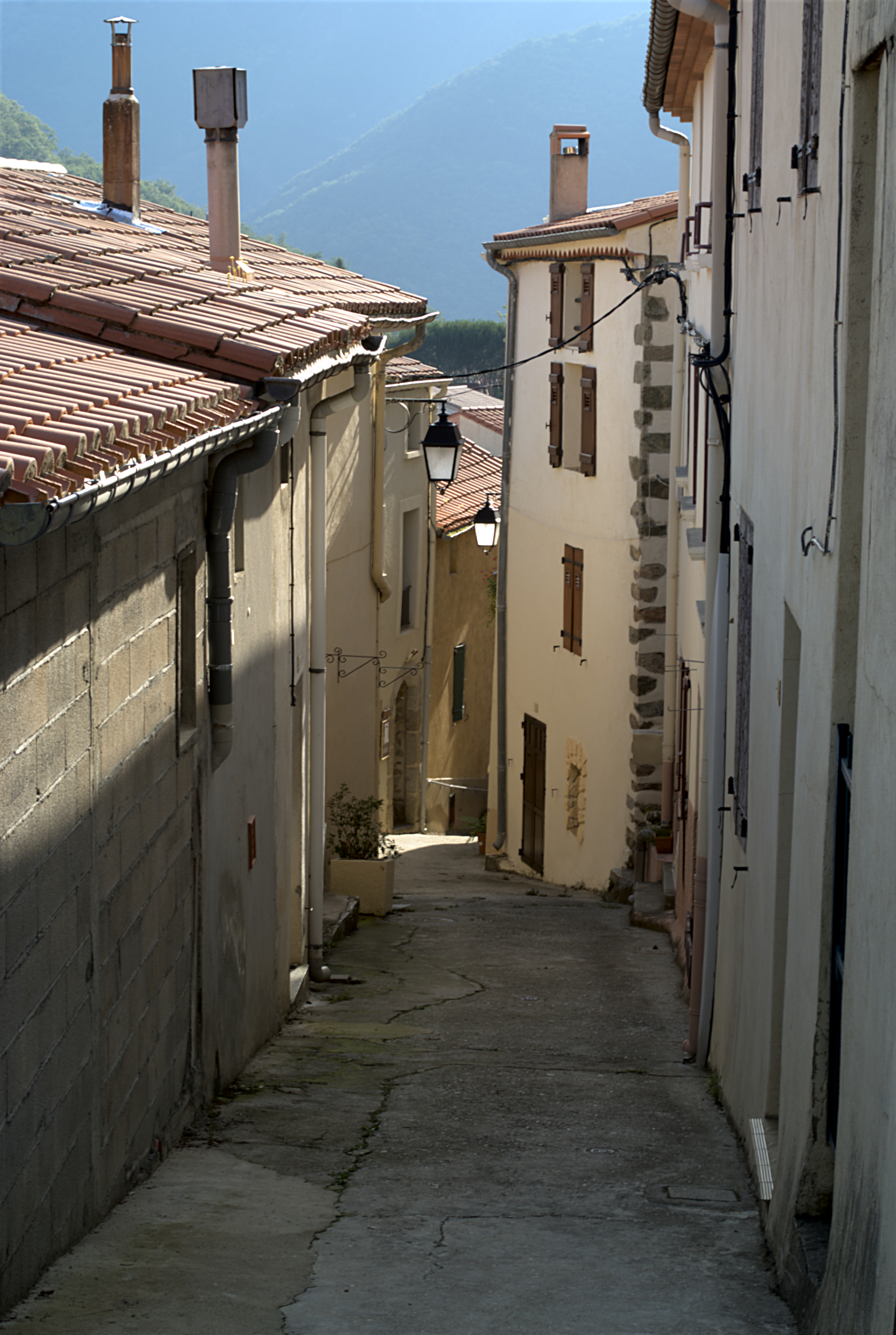
Die Rue de l’Église